# Cola de cautxú

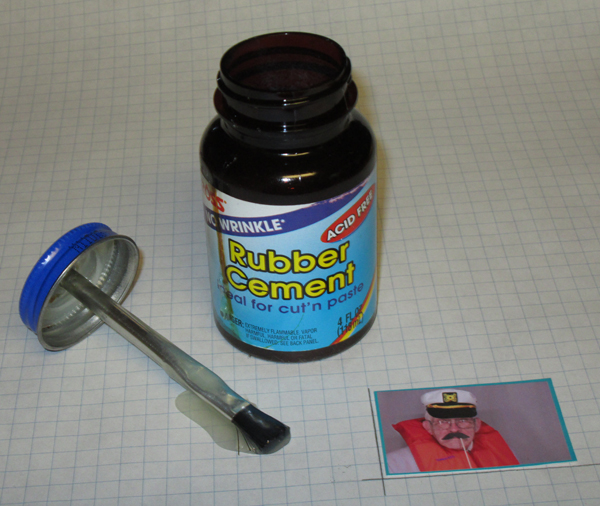
Una ampolla de ciment de cautxú, que mostra un pinzell incorporat a la tapa i una foto a punt de ser encolada per convertir- la en paper mil·limetrat.

La cola de cautxú (cow gum en anglès britànic) és un adhesiu fabricat a partir de polímers elàstics (típicament làtex) barrejats en un dissolvent com acetona, hexà, heptà o tolué per mantenir-lo prou fluid per poder ser utilitzat. Això fa que formi part de la classe d'adhesius d'assecat a l'aire: a mesura que els dissolvents s'evaporen ràpidament, la goma es solidifica formant un enllaç fort però flexible.

## Composició
la cola de cautxú és simplement una barreja de cautxú sòlida en un dissolvent volàtil que el dissoldrà. Quan s'aplica la cola, el dissolvent s'evapora deixant la goma com a adhesiu. Es pot utilitzar gairebé qualsevol goma (pre- vulcanitzada o no). Les gomes utilitzades poden ser cautxú natural, goma de llentiscle o goma àrab. Els primers dissolvents utilitzats van incloure el cloroform i el benzè. Sovint s'afegeix un petit percentatge d'alcohol a la barreja.
Als Estats Units d'Amèrica, les fórmules actuals inclouen n-heptà. Al Regne Unit, un producte anomenat Marabu-Fixogum utilitza acetona, mentre que un producte anomenat Copydex utilitza amoníac.
Moltes composicions especials inclouen enduridors i/o agents vulcanitzants dissenyats per millorar la cohesió del cautxú. També hi ha fórmules a base d'aigua, sovint estabilitzades mitjançant amoníac.

## Ús
La cola de cautxú és la preferida en aplicacions artesanals, on després es vol eliminar fàcilment i sense danys l'adhesiu. Per exemple, la cola de cautxú s'utilitza com a fluid de marcatge en bolígrafs esborrables.
Atès que les coles de cautxú estan dissenyades per pelar-se fàcilment o fregar-se sense danyar el paper ni deixar cap rastre d'adhesiu, són ideals per utilitzar-les en treballs de pasta en què s'hagi d'eliminar l'excés de ciment. Tampoc no es fa trencadís com ho fa la pasta blanca. Les coles de cautxú de fórmula antiga no es consideren un adhesiu de so arxivístic a causa del seu baix valor de pH (que els fa àcids) i provocaran un deteriorament de les fotografies i del paper al llarg del temps. les coles de cautxú actuals no contenen àcids, cosa que els fa ideals per a arxius.
També s'ofereixen diluents de ciment de cautxú que s'utilitzen per substituir el dissolvent que s'evapora del recipient o per eliminar l'adhesiu residual.

## Perills
Els dissolvents utilitzats en la cola de cautxú presenten alguns perills, incloent la inflamabilitat i el potencial d'abús com a inhalants. Per tant, com amb qualsevol adhesiu que contingui dissolvents, la cola de cautxú s'ha d'utilitzar en una zona oberta. A més, cal tenir precaució per evitar fonts de calor, ja que el n-heptà i el n-hexà són altament inflamables. la cola de cautxú i els diluents de ciment de cautxú que contenen acetona danyaran les superfícies polides i molts plàstics.